# Щербанька
Щерба́нька — річка в Україні, у Полтавській області. Права притока Хорола (басейн Дніпра).
Довжина річки — 22 км, площа басейну — 0,35 км².
Тече територією Миргородського району. На березі Щербаньки — село Довгалівка.

## Джерело
- Щербанька // Полтавщина:Енциклопедичний довідник (За ред. А. В. Кудрицького., К.: УЕ, 1992, стор. 995